# واندرسلبن
واندرسلبن (به آلمانی: Wandersleben) یک منطقهٔ مسکونی در آلمان است که در درای گلایشن واقع شده‌است.
 واندرسلبن  ۱٬۶۷۹ نفر جمعیت دارد.